# Красовский, Николай Александрович
Николай Александрович Красовский (укр. Микола Олександрович Красовський; пол. Mykoła Krasowski, род. 1871 г., г. Киев — ум. 1938 г., г. Каир) — дворянин, полицейский в Российской империи, полковник Армии УНР, начальник информбюро Генштаба Армии УНР. В начале XX века современники называли его «украинским Лекоком», сравнивая с известным французским литературным сыщиком.

## Биография
Родился в 1871 году в семье киевского православного священника, Александра Красовского (из дворянского рода Красовских) служившего в Гостомеле (благочинный, заведующий Гостомельской церковно-приходской школой), который в 1875 г. получил в Киевской духовной академии степень кандидата теологии; в 1877 г. защитил диссертацию магистра богословия и выпустился из той академии в 1884 г..
Николай Красовский после окончания учёбы в духовной семинарии поступил на государственную службу в полицию.

### Сыскная деятельность
Служебную деятельность Николай Красовский начал у Нежинского полицмейстера 12 февраля 1894 г.. Почти два года он занимал сначала должность полицейского надзирателя, затем назначен помощником пристава в г. Нежине Черниговской губернии, так называлась ранее должность заместителя.
22 марта 1896 г. переведен был в г. Чернигов в штат губернского управления и откомандирован, в распоряжение Черниговского полицмейстера.
1 марта 1897 г. назначен временно исполняющим должность помощника пристава г. Чернигова.
29 августа 1898 г. назначен на должность полицейского смотрителя, пристава г. Мглин, где он в течение четырёх месяцев также исполнял обязанности и начальника местной мглинской тюрьмы.
1 февраля 1903 г. переведен на должность смотрителя г. Кролевца, в 1904 г. Красовский, будучи в должности полицейского надзирателя г. Кролевца, по распоряжению Черниговского губернатора, откомандирован был на должность пристава Никольской слободы со специальным поручением — «способствовать успешному выполнению мобилизации названной местности и предупредить ожидаемые в этой местности беспорядки». С этой задачей он успешно справился, получив от губернатора благодарственное письмо.
25 июня 1905 г. назначен на должность станового пристава 1-го стана Козелецкого уезда. С первых дней пребывания в новой должности он повёл непримиримую борьбу с преступным элементом, который активизировался в связи с революционными событиями 1905 года. В конце следующего года губернское начальство отмечало, что становый пристав Красовский «вполне ликвидировал многочисленную стаю поджигателей, грабителей и убийц, оперировавших в трех соседних уездах — Козелецком, Остерском и Черниговском».
20 июля 1907 г. причислен к штату губернского правления. Зимой 1907 г. в жизни Николая Александровича произошло событие, которое внесло изменения в его дальнейшую полицейскую службу. В ночь на 22 февраля главарь ликвидированной им преступной группы Кузьма Дмитрик, который в то время оставался на свободе, с трех сторон поджег помещение становой квартиры. Таким образом, он пытался отомстить приставу и содействовать побегу некоторых членов своей банды, которые содержались там под стражей. Благодаря решительным действиям Красовского, сбежать арестованным бандитам не удалось. Но при пожаре сгорела вся служебная документация и казенные деньги. Огонь уничтожил также и собственное имущество пристава: два коня, экипаж, большой запас фуража и значительную сумму денег, причинив ущерб на более чем 2000 рублей. О том, что правоохранитель в первую очередь беспокоился не о своём собственном имуществе, а о государственном, свидетельствует факт спасения им арестованных, 22 винтовок и более 5 тысяч боевых патронов.
Это чрезвычайное событие привело Красовского к конфликту с козелецким исправником Максимовским, который безосновательно обвинил его в расходовании казённых денег. В июле того же года, возмущенный подозрением пристав, написал рапорт на перевод его в г. Киев для дальнейшего прохождения службы.
2 января 1908 г. Николая Александровича назначили околоточным надзирателем Киевской городской полиции и отправили в сыскную часть обслуживать территорию Старокиевского участка, которая была наиболее сложной в уголовном отношении. Впоследствии его назначили (там же) на должность исполняющего обязанности начальника розыскного отделения. Последняя должность соответствовала чину надворного советника, который приравнивался к званию подполковника. Достиг значительных успехов и зарекомендовал себя грамотным работником. Как отмечает исследователь истории уголовного розыска Пиджаренко: «В июле 1909 года исполняющий обязанности заведующего розыскным отделением Красовский достиг определённых успехов в розыскном деле. Личным примером он показывал подчиненным, как следует раскрывать преступления по горячим следам, сумел наладить взаимодействие в розыскной работе с руководством всех полицейских отделений. Активнее и эффективнее заработала его тайная агентура. Преступный мир Киева с тревогой „заметил“, что в лице Красовского они имеют очень серьёзного и опасного противника».
Участвовал в раскрытии ряда резонансных преступлений:
- убийства семьи Островских, их кухарки, швеи и студента Бирюкова;
- квартирных грабежей, совершаемых бандой «полотёров»;
- кражу из Десятинной церкви;
- грабежи варшавских гастролёров.

Преступный мир неоднократно пытался нейтрализовать Н. Красовского. Покушение на него не было успешным, однако в октябре 1909 г. его как следователя (сыщика) отстранили от дел из-за подозрения, что он присвоил изъятые у задержанных деньги. Следующие полгода ознаменовались рядом нераскрытых преступлений и руководство города вернуло Красовского на эту должность. Успех Н. Красовского составила не только хорошо отлаженная сеть информаторов, но и то, что он тщательно изучал и анализировал условия, способствующие совершению различных преступлений, и на этой основе разрабатывались им меры по их предупреждению и раскрытию. Он как начальник розыскного отделения принимал посетителей ежедневно с 11 часов до 13 в помещении отделения (ул. Ярославская-38) и независимо от этого порядка в собственной квартире на ул. Маловладимирская-20. Этот порядок был опубликован в справочнике города и был известен киевлянам.
В ноябре 1910 г. Н. Красовский не сработался с новым заведующим отделением коллежским регистратором Мищуком Евгением Францевичем и перевёлся на должность пристава 3-го стана г. Ходоров Сквирского уезда, куда перешёл киевский полицмейстер фон Ланг.

### Расследование убийства А. Ющинского
2 мая 1911 г. коллежский секретарь Н. Красовский был отозван из Ходорова для расследования убийства Андрея Ющинского. Он обнаружил доказательства, отрицающие официальную версию, инспирированную черносотенцами, о ритуальной сущности убийства, был убежден, что преступление совершила группа преступников лукьяновских, связанных с В. Чеберяк (принимала и скрывала краденое). Эта версия не устроила юдофобное руководство и в декабре 1911 г. он был уволен из полиции. Однако он продолжил расследование частным порядком. 18 июля 1912 г. Николай Красовский был арестован за давнюю растрату 15 коп. во время командировки. Впоследствии к обвинению добавился якобы необоснованный арест одного из подозреваемых. В августе 1912 г. состоялся суд и Красовского из тюрьмы освободили, хотя всех обвинений не сняли.
В 1913 г. был вынесен оправдательный приговор Бейлису на основании показаний и фактов, собранных Н. Красовским. После этого он вместе с Рудым Г. М. и английским детективом возобновили частный розыск, чтобы наказать настоящих убийц. Это не устраивало высшие чины власти, недавно отстаивавшие ритуальную версию, и при их содействии черносотенный союз установил слежку за Красовским. Раскрытие слежки заставило его уехать в Конотоп. В начале 1914 г. он вернулся в г. Киев, продолжил следствие (побывал в США, куда уехал важный свидетель), которое прервала Первая мировая война. Как военнообязанный Н. Красовский был вынужден вернуться в Конотоп.
После февральской революции 1917 г. вернулся в г. Киев, стремясь восстановить справедливость, однако большевистский переворот 1917 г. помешал это осуществить.

### На службе УНР
Центральная Рада УНР оставила его на службе в качестве офицера. В марте 1917 г. он был назначен комиссаром уголовно-розыскного отделения милиции г. Киева. Столичный уголовный розыск он возглавлял до июня 1918 года.
Являлся членом подпольной организации, которая боролась со спецслужбами австро-германских войск, дислоцировавшихся в Украине по Брестскому договору, входил в состав нелегального Комитета спасения Украины. В июле 1918 г. был арестован германской контрразведкой и впоследствии по приговору германского военно-полевого суда приговорен к двум годам тюремного заключения.
После отречения от власти гетмана П. Скоропадского Николай Красовский в декабре 1918 г. был освобожден. С 5 апреля 1919 г. он работал в Министерстве внутренних дел УНР чиновником по особым поручениям 5-го класса. Через месяц, в связи с началом наступательной операции польской армии против УНР и Украинской Галицкой армии (УГА), Николая Александровича отправляют в штаб Железнодорожно-технического корпуса.
Во время Директории УНР встал вопрос об усовершенствовании структуры центрального аппарата военной разведки и создании системы региональных органов с широкомасштабным планом действий.
С учётом большого опыта оперативно-розыскной деятельности Н. Красовского военное командование направило его в распоряжение Разведывательного управления Генштаба Армии УНР и назначило руководителем Информационного бюро. Ранее Информбюро существовало при Корпусе военной жандармерии. После подчинения его в мае 1920 г. Разведывательному управлению Генштаба оно превратилось в главный рабочий орган военной разведки и контрразведки Вооруженных сил УНР и стало, по сути, отдельной спецслужбой, хотя это и предопределяло определённые дублирования в работе Разведывательного управления. Ежедневно начальник Информбюро лично докладывал начальнику Генштаба или руководителю военного ведомства, что существенно повышало его статус.
Структурно Информационное бюро состояло из центрального органа (Центра «укр. ІНФІБРО») и филиалов Центра. В составе центрального органа находились отделы внутреннего, внешнего надзора, разведывательный и регистрационный. Это позволяло автономно выполнять широкий круг задач по снабжению разведывательной информацией, её обработке, поддержанию внутренней безопасности Вооруженных сил УНР, подготовке кадров.
Руководитель Информбюро полковник Н. Красовский отличался принципиальностью и настойчивостью, уделял большое внимание организации агентурной работы, лично работал с агентами, которые находились на занятой противником территории и за рубежом УНР. Под его руководством Информбюро работало результативно, поставляло Главному Атаману войск и флота УНР, и другим представителям высшей власти ценную информацию о военно-политической обстановке как на территории УНР, так и за её пределами, об отношении правительственных и деловых кругов других стран к проблемам Украины и её усилиям по государственному строительству.

### В эмиграции
После эмиграции украинского правительства и воинских частей Информбюро ещё некоторое время продолжало действовать на протяжении 1920—1921 годов в новых условиях в Польше. Однако при отсутствии средств на содержание подразделение впоследствии было выведено из состава Генштаба Армии УНР. Отдельные его сотрудники, в их числе и Н. Красовский, по взаимной договоренности руководителей двух союзнических военных ведомств продолжили службу во II-м отделе Генштаба Польши, занимавшемся вопросами разведки и контрразведки. В течение некоторого времени обязанности начальника Информбюро исполнял поручик Шевчук. В ноябре 1921 г. Красовский Н. был восстановлен на предыдущей службе, получил чрезвычайные полномочия по организации разведывательной и контрразведывательной деятельности, а его сотрудники активизировали работу, в частности, в лагерях пребывания украинских воинов.
Архивные документы свидетельствуют, что в январе 1921 г. исполняющий обязанности начальника Информбюро поручик Шевчук докладывал Главному Атаману войск и флота УНР, что Николай Красовский, якобы, похитил тайные документы, оперативные дела, служебные деньги, ценные вещественные доказательства и самовольно с группой подчиненных перешли на службу к полякам. Но вскоре выяснилось, что эта информация не соответствует действительности. В отчёте департамента политической информации от 10 ноября 1921 г. указывалось, что полковник Красовский Н. восстановлен в предыдущей должности и ему предоставлены чрезвычайные полномочия по организации контрразведывательной деятельности, а его сотрудникам поручено активизировать работу, в том числе и в лагерях пребывания украинских солдат на территории Польши.
Дальнейшая его судьба неизвестна. Однако есть свидетельства, что в 1927 г. он находился в г. Ровно под властью Польши, жил в затруднении, однако стремился издать мемуары.

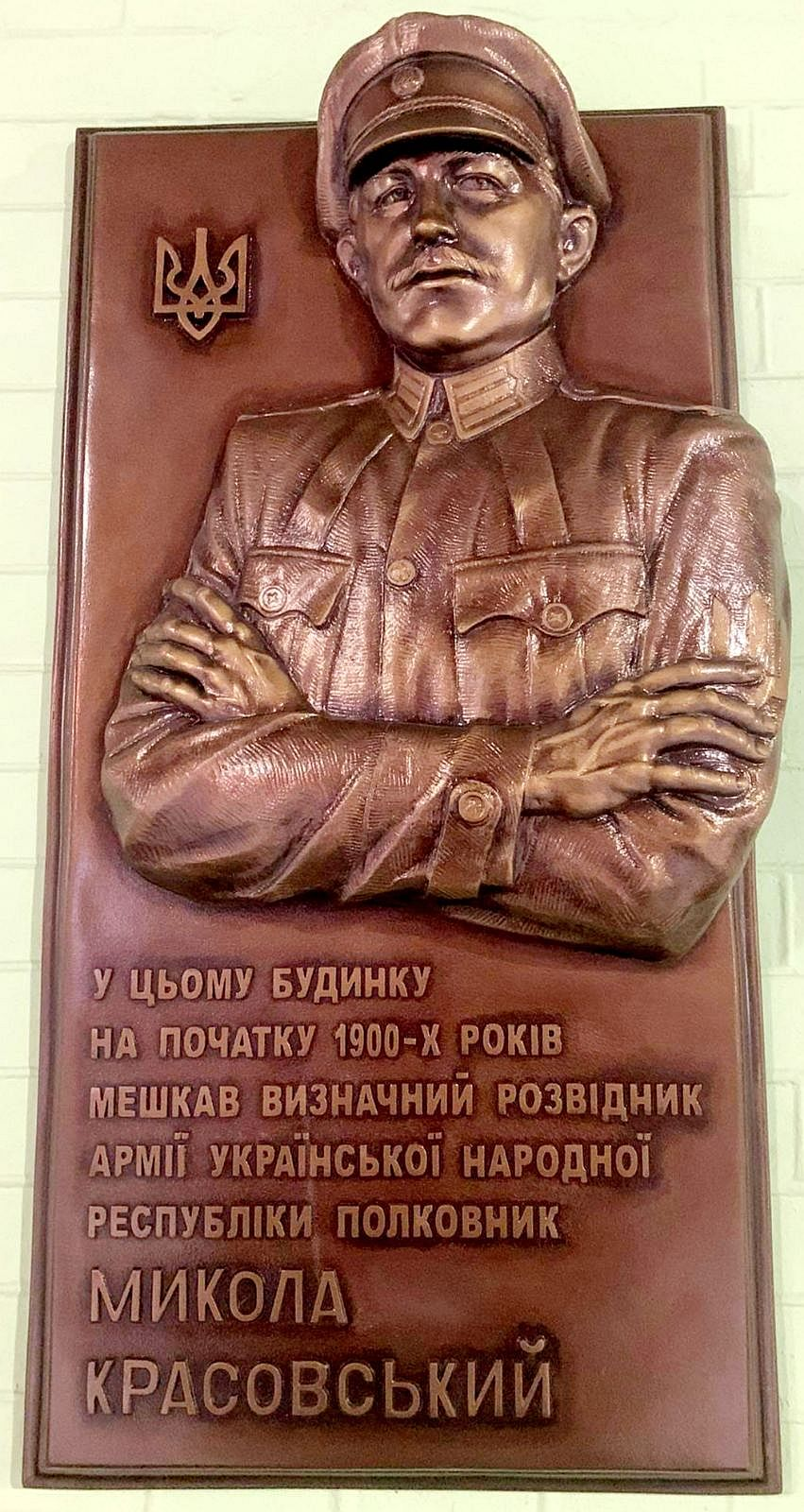
Мемориальная доска в г. Киеве Красовскому Николаю

После голода 1933 г. на Украине в 1934 г. при попытке пробраться на территорию УССР с разведывательными заданиями органами ОГПУ на участке 21-го Ямпольского пограничного отряда было задержано всего 156 человек, среди которых была фамилия Красовский.
Спустя время эмигрантская судьба забросила Николая Александровича в столицу Египта г. Каир, где проживала колония бывших подданных Российской империи. Есть свидетельство, что он писал воспоминания и вёл переписку с редакторами в целях их издания. К сожалению, воспоминания Красовского так и не были напечатаны и место их нахождения неизвестно.
22 октября 1938 г. парижская газета российских эмигрантов «Последние новости» № 6418 опубликовала некролог, в котором сообщалось о смерти М. О. Красовского — «члена разных русских организаций в каирской русской колонии».

### Личная жизнь
Был венчан 23 сентября 1898 г. с Ксенией Львовной Красовской (девичья — Сухотина) 1881 г. рожд., православного вероисповедания.

## Память
- 26 января 2022 года в Киеве открыли мемориальную доску разведчику УНР Николаю Красовскому (на фасаде дома № 21/20а на улице Ярославов Вал, где он жил[6] в начале 1900-х годов)[18].
- Создан документальный фильм «Дело жизни Николая Красовского» при содействии Львовской областной государственной администрации и ОО «Разом»[19][20].